# Emericellopsis synnematicola
Emericellopsis synnematicola är en svampart som beskrevs av P.N. Mathur & Thirum. 1961. Emericellopsis synnematicola ingår i släktet Emericellopsis, ordningen köttkärnsvampar, klassen Sordariomycetes, divisionen sporsäcksvampar och riket svampar.  Utöver nominatformen finns också underarten magna.